# Kasterlee
Ne doit pas être confondu avec Castelré.
Kasterlee, anciennement Casterlee, est une commune néerlandophone de Belgique située en Région flamande, dans la province d'Anvers. Elle regroupe les villes et villages de Kasterlee, Tielen et Lichtaert.
Elle est née de la fusion des anciennes communes de Kasterlee, de Lichtaert et de Tielen.
La commune appartient au canton électoral de Herentals (nl) et canton judiciaire de Geel (nl).

## Héraldique
|  | La commune possède des armoiries qui lui ont été octroyées le 10 mars 1987. Elles combinent des éléments des armoiries des trois anciennes municipalités d'avant fusion de communes. L'aigle représente les anciennes armes de Kasterlee. La partie inférieure droite (de la pointe senestre) montre les vieilles armoiries de Tielen. La partie supérieure droite (du chef senestre) montre les armoiries de la famille Van de Werve, qui était au XVIe siècle les seigneurs de Lichtaert. Les armoiries précédentes avaient été octroyées le 4 juillet 1955. Les armoiries de Tielen lui avaient été octroyées le 6 octobre 1819 et confirmées le 29 mars 1839. Elles montrent Sainte Marguerite tuant le dragon. Elle est la patronne de Tielen depuis le XVe siècle. Les couleurs sont les couleurs nationales néerlandaises, comme en 1813 la municipalité n'a pas mentionné de couleurs lors de l'introduction de sa demande pour des armoiries. Après l'indépendance de la Belgique, les armoiries ont été confirmées, mais les couleurs n'ont pas été changées. Les armoiries de Lichtaert lui avaient été octroyées le 22 avril 1970. Ce sont celles de la famille Van der Werve, seigneurs de Lichtaart depuis 1734 jusqu'à la fin du XVIIIe siècle, Barons depuis 1768. Elles sont visibles sur les cachets du village de 1778 à 1790. Blasonnement : Parti: à dextre d'or à une aigle bicéphale de sable, et à senestre coupé, en chef écartelé d'or au sanglier de sable à une défense d'argent, et de sable à trois chevrons d'argent, et en pointe d'azur à une sainte Marguerite d'or foulant aux pieds un dragon du même. (Traduction libre) Source du blasonnement : Heraldy of the World. |

## Géographie

### Sections de la commune
| # | Section   | Superf. (km²) | Habitants (2020) | Habitants par km² | Code INS |
| - | --------- | ------------- | ---------------- | ----------------- | -------- |
| 1 | Kasterlee | 32,56         | 8.548            | 262               | 13017A   |
| 2 | Lichtaart | 25,28         | 6.331            | 250               | 13017B   |
| 3 | Tielen    | 14,42         | 3.999            | 277               | 13017C   |

### Communes limitrophes
| Vosselaar       | Turnhout  | Vieux-Turnhout |
| Lille           | Kasterlee | Rethy          |
| Herentals, Olen | Geel      |                |

## Démographie

### Évolution démographique: Avant la fusion des communes
- Sources : INS, Rem. : 1831 jusqu'en 1970 = recensements, 1976 = nombre d'habitants au 31 décembre[5].

### Évolution démographique: Commune fusionnée
En tenant compte des anciennes communes entraînées dans la fusion de communes de 1977, on peut dresser l'évolution suivante :
- Source : DGS - Remarque: 1806 jusqu'à 1981=recensement; depuis 1990=nombre d'habitants chaque 1er janvier[6]

## Jumelages
- Planfayon (Suisse)[7]

- Fountain Hills (États-Unis)[8]